# НеВа
«НеВа» (по первым двум буквам Невско-Василеостровской линии; заводское обозначение в России (от производителей ЗАО «Вагонмаш» и ООО «Вагонмаш») — 81-556/557/558, заводское обозначение в Чехии (от Škoda Transportation) — 18Mt/19Mt/20Mt) — модель электровагонов метрополитена, конструктивно являющаяся дальнейшим развитием опытного (не пошедшего в серийное производство) вагона Škoda 6Mt. Вагоны модели 81-556 — моторные головные, 81-557 — моторные промежуточные, 81-558 — прицепные промежуточные. Является первой серийной в Петербургском метрополитене, оборудованной асинхронным тяговым электродвигателем, пуск которого осуществляется силовыми электронными преобразователями, выполненными на БТИЗ-приборах. Является представительницей нового, 4-го поколения, так как, помимо оборудования асинхронными тяговыми электродвигателями, имеет алюминиевый кузов и пневматическое рессорное подвешивание.
Всего по состоянию на сентябрь 2020 года выпущено 24 шестивагонных состава: девять базовой модели 81-556/557/558, восемь модификации 81-556.1/557.1/558.1 и семь модификаций 81-556.2/557.2/558.2. Все они поступили в Петербургский метрополитен на третью линию, где и находятся в регулярной эксплуатации.

## История

### Выпуск и испытания

#### Первый состав
В конце 2007 руководство Петербургского метрополитена заказало Петербургскому заводу ЗАО «Вагонмаш» разработку электропоездов метрополитена нового поколения с асинхронным тяговым приводом для обновления парка устаревших составов. В декабре «Вагонмаш» заключил договор с чешской фирмой «Skoda Transportation s.r.o.» о совместной разработке вагонов нового поколения.
В течение 2008 года был разработан проект нового типа электропоездов, включавших вагоны трёх типов — моторные головные модели 81-556, моторные промежуточные модели 81-557 и прицепные промежуточные модели 81-558. Проект разработан на базе опытного вагона Škoda 6Mt, построенного в 2003 году. Дизайн вагонов, выполненный в итальянском стиле, был создан чешским художником Франтишеком Пеликаном. В декабре того же года завод начал опытно-промышленное изготовление деталей и сборку прицепного промежуточного вагона нового типа, а затем и других вагонов. Электрооборудование для новых поездов поставлялось из Чехии «Skoda Transportation». Ввиду отсутствия достаточного места для размещения современного оборудования для сборки вагонов в цехах завода изготовление первого состава затянулось и в дальнейшем завод мог выпускать поезда лишь небольшими партиями. Для серийного производства этой модели требовался новый современный цех, который планировалось построить на территории Петербургского трамвайно-механического завода.

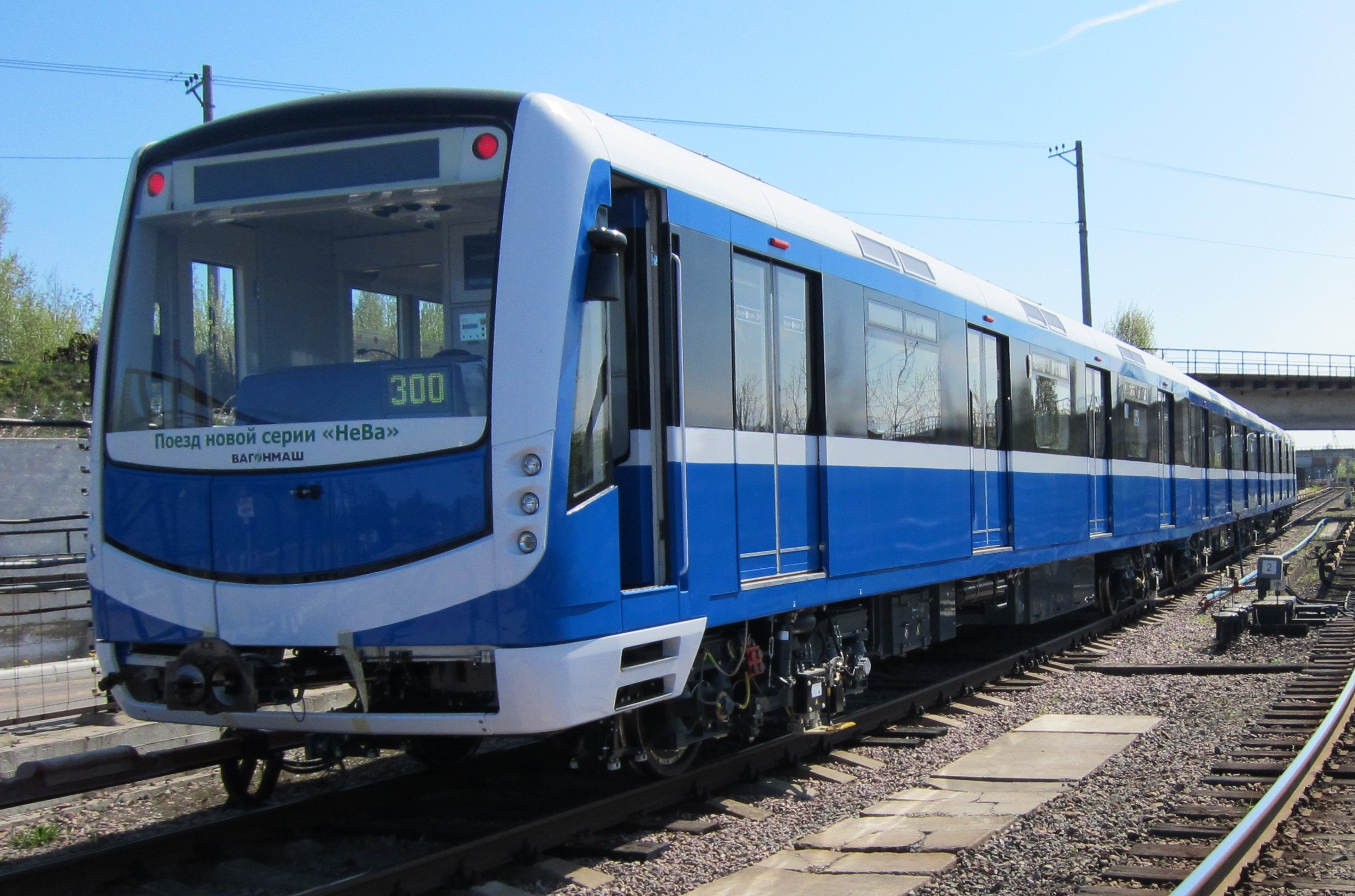
Опытная электросекция из первых трёх вагонов проходит испытания на парковых путях в электродепо «Невское» (13 мая года)

В начале января 2011 года на заводе «Вагонмаш» была завершена постройка первой трёхвагонной электросекции № 1 (модели 81-556—81-557—81-558, номера 10404—11631—11623), а 14 января новые вагоны представили губернатору города — Валентине Матвиенко. 25 марта опытная трёхвагонная электросекция была передана от завода Петербургскому метрополитену, а в ночь с 27 на 28 марта электросекция прибыла в электродепо «Невское». Параллельно в депо была направлена группа чешских специалистов с завода «Škoda», а также представители «Вагонмаш». 28 марта новый поезд был представлен руководству депо, а впоследствии депо посетило несколько представителей управления метрополитена.
В период до конца апреля 2011 года чешскими специалистами проводилась наладка электрооборудования секции внутри здания депо. 29 апреля электросекция была впервые выпущена на парковые пути для опытной обкатки, в ходе которой выявилось отрицательное воздействие пульсаций тягового тока на линии связи — они полностью глушили радиосвязь. Впоследствии обкатка секции на путях депо проводилась почти ежедневно, а начиная с 23 мая в течение недели каждую ночь, чтобы не мешать остальным пассажирским поездам, обкатки стали проводить непосредственно уже на самой Невско-Василеостровской линии. В ходе этих обкаток были отмечены следующие важные моменты:
- из-за недостаточных демпфирующих свойств пневматического рессорного подвешивания возникали значительные поперечные колебания вагонов;
- в ночное время, когда поезд оказывался один на линии, напряжение на токоприёмнике могло достигать свыше 1000 вольт, то есть значительно выше указанных в техническом задании 975 вольт, что приводило к выходу из строя силовых преобразователей[9].

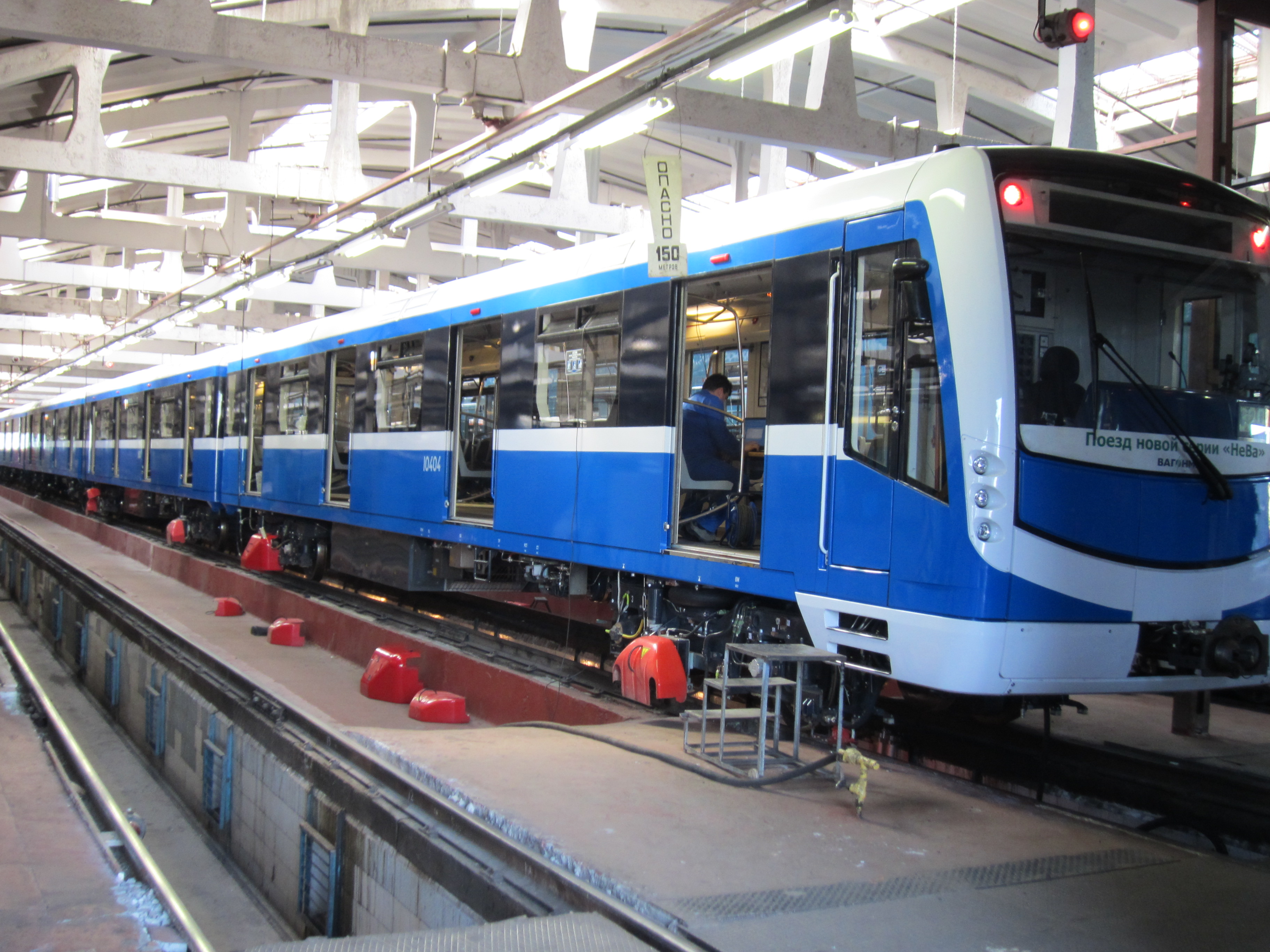
Чешские специалисты проводят наладку оборудования (7 июля 2012 года)

30 июня 2011 года метрополитену от завода была передана вторая электросекция (10405-11632-11624), которая в ночь с 3 на 4 июля прибыла в электродепо «Невское». 16 июля из обеих секций был сцеплен полноценный шестивагонный состав, после чего испытания продолжились. Из-за ряда проблем, преимущественно отрицательного влияния на системы связи и АЛС-АРС, предварительные испытания затянулись и были завершены к началу июня 2012 года. C апреля 2012 года в депо также параллельно испытывался состав модели 81-780/781 «Ладога» производства ОЭВРЗ, также оборудованный асинхронными тяговыми электродвигателями.
Вечером 8 июля 2012 года состав «НеВа» был переведён в электродепо «Автово», а 9 июля вернулся на «Вагонмаш». 20 августа прошёл открытый аукцион, по результатам которого был сделан выбор между «НеВа» и «Ладога» в пользу первого. 22 августа 2012 года Министерство транспорта официально подписало сертификат. 26 (секция 10405—11632—11624) и 28 декабря (секция 10404—11631—11623) 2012 года состав был перегнан обратно в электродепо «Невское».
19 июня 2013 года Петербургский метрополитен подписал сертификат о завершении предсерийных испытаний. 3 июля «НеВа» была впервые широко представлена журналистам. Приказом от 15 июля состав 10404—10405 был включён в «График текущего содержания подвижного состава 3 линии электродепо „Невское“ в сентябре 2013 г.» поначалу в качестве резервного. Но в ночь с 29 на 30 августа на линии были проведены испытания, в которых изучалось влияние «НеВы» на работу других составов на линии (был задействован сцеп 10263—10264 модели 81-540.7/541.7), в ходе которых выяснилось, что проблема вредного влияния работы электронного оборудования «НеВы» на устаревшую систему связи на линии так и не была устранена. В связи с этим представителям чешской стороны было дано указание завершить наладочные работы к 30 сентября. По указанию руководства, в ночь с 12 на 13 сентября состав прошёл испытания на Московско-Петроградской линии на участке «Невский проспект» — «Горьковская», на котором расположены самые крутые в Петербургском метро уклоны — 60 ‰ (состав прикрытия — 1116—1117 модели 81-717.5П/714.5П).
В середине марта 2014 года состав был введён в регулярную эксплуатацию наравне с серийными составами.

#### Серийные составы первого выпуска (базовая модель)
Через четыре дня после завершения испытаний первого состава, 23 июня 2013 года, Петербургский метрополитен заключил с компаниями «Škoda» и «Вагонмаш» договор на 3,2 миллиарда рублей на серийное производство вагонов модели 81-556/557/558. Согласно договору, в метрополитен до конца 2014 года должны были поступить 9 шестивагонных составов (54 вагона), включая первый опытный, причём 4 состава — до конца 2013 года. Так как «Вагонмаш» к тому времени испытывал финансовые трудности и уже вёл процедуру банкротства, то выпуск составов было решено наладить на площадках Петербургского трамвайно-механического завода, который, в свою очередь, принадлежал Кировскому заводу. Однако, в дальнейшем производственные мощности было решено сосредоточить уже на территории самого Кировского завода.
21 августа 2013 года был изготовлен, а на следующий день передан метрополитену первый состав (56003—57003—58003—58004—57004—56004) производства «Киров-Шкода». 8 октября состав 56003—56004 совершил опытную обкатку на третьей линии и подтвердил свою работоспособность. В тот же день был передан второй серийный состав (56005—57005—58005—58006—57006—56006).
Третий серийный состав 56007—56008 фактически являлся экспериментальным, так как в нём на вагонах 56008 и 58008 в буксовом подвешивании пневматические рессоры были заменены на цилиндрические пружины. Также впоследствии на нём установили систему автоведения поезда АТО-100 и применили циклическую перезапись данных с камер видеонаблюдения.

#### Серийные составы второго выпуска (модификация .1)
Обновлённая версия поезда, получившая заводское обозначение 81-556.1/557.1/558.1. Отличается встроенной системой автоведения, также салонными окнами-стеклопакетами, была доработана колёсная тележка (в буксовом подвешивании внедрены стальные пружины). В интерьере изменения коснулись поручней — были добавлены дополнительные вертикальные посередине 6-местных диванов, изменена форма потолочных поручней. Для обеспечения безопасной перевозки пассажиров маломобильной категории, а также для повышения провозной способности, торцы вагонов выполнены без сидений. Всего до конца 2017 года (к чемпионату мира по футболу в 2018 году) метрополитен должен был получить 8 шестивагонных составов для эксплуатации на Невско-Василеостровской линии.
По состоянию на август 2017 года были построены все запланированные 8 шестивагонных составов, все они поступили в эксплуатацию.

#### Серийные составы третьего выпуска (модификация .2)

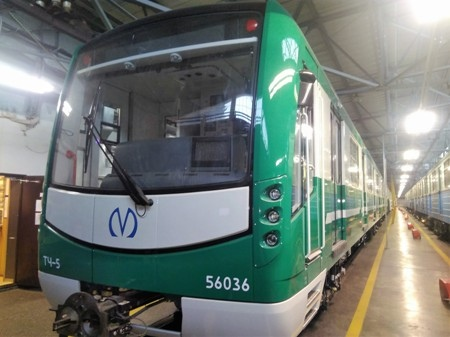
Вагон НеВа второй модификации

Обновлённая версия поезда, получившая заводское обозначение 81-556.2/557.2/558.2. Отличается «зелёным» цветовым решением, наличием вертикальных поручней в середине накопительных площадок и зуммеров, срабатывающих при закрытии дверей, дополнительными местами для инвалидов в головных вагонах.
Данные по выпуску вагонов 81-556/557/558 и модификаций .1, .2 по годам приведены в таблице:
| Год выпуска          | Модернизация         | Вагонов на состав | Количество составов | Количество вагонов | Количество вагонов | Количество вагонов        | Номера вагонов            | Номера вагонов            | Номера вагонов |
| Год выпуска          | Модернизация         | Вагонов на состав | Количество составов | 81-556 (Мг)        | 81-557 (Мп)        | 81-558 (Пп)               | 81-556 (Мг)               | 81-557 (Мп)               | 81-558 (Пп)    |
| 2011                 | 81-556/557/558       | 6                 | 1                   | 2                  | 2                  | 2                         | 10404, 10405              | 11631, 11632              | 11623, 11624   |
| 2013                 | 81-556/557/558       | 6                 | 4                   | 8                  | 8                  | 8                         | 56003—56010               | 57003—57010               | 58003—58010    |
| 2014                 | 81-556/557/558       | 6                 | 4                   | 8                  | 8                  | 8                         | 56011—56018               | 57011—57018               | 58011—58018    |
| 2016                 | 81-556.1/557.1/558.1 | 6                 | 3                   | 6                  | 6                  | 6                         | 56019—56024               | 57019—57024               | 58019—58024    |
| 2017                 | 81-556.1/557.1/558.1 | 6                 | 5                   | 10                 | 10                 | 10                        | 56025—56034               | 57025—57034               | 58025—58034    |
| 2018                 |                      |                   |                     |                    |                    |                           |                           |                           |                |
| 81-556.2/557.2/558.2 | 6                    | 1                 | 2                   | 2                  | 2                  | 56035, 56036              | 57035, 57036              | 58035, 58036              |                |
| 81-556.2/557.2/558.2 | 6                    | 2019              |                     |                    |                    |                           |                           |                           |                |
| 81-556.2/557.2/558.2 | 6                    | 6                 | 12                  | 12                 | 12                 | 56037—56048               | 57037—57048               | 58037—58048               |                |
| Всего                |                      |                   |                     |                    |                    |                           |                           |                           |                |
| 81-556/557/558       | 6                    | 9                 | 18                  | 18                 | 18                 | 10404, 10405, 56003—56018 | 11631, 11632, 57003—57018 | 11623, 11624, 58003—58018 |                |
| 81-556.1/557.1/558.1 | 6                    | 8                 | 16                  | 16                 | 16                 | 56019—56034               | 57019—57034               | 58019—58034               |                |
| 81-556.2/557.2/558.2 | 6                    | 7                 | 14                  | 14                 | 14                 | 56035—56048               | 57035—57048               | 58035—58048               |                |

### Эксплуатация
Пассажирские перевозки данные поезда начали выполнять с 22 октября 2013 года. Начало эксплуатации положил первый серийный состав 56003—56004, который в 10:58 выехал на Невско-Василеостровскую линию и совершил ряд поездок, после чего в 14 часов вернулся.
С 1 марта 2014 года в регулярной эксплуатации находилось четыре состава (со второго по пятый). Позже на линию в том же месяце был выпущен первый состав. Поезда 81-556.1/557.1/558.1 эксплуатируются с августа 2016 года, модификации .2 — с 24 декабря 2018 года. С этого момента на линии с пассажирами эксплуатируются все 17 выпущенных составов — 9 базовой модели и 8 модификации .1.
Несмотря на то, что поезд был выпущен специально для Невско-Василеостровской линии, от которой происходит его название в виде первых двух букв — «НеВа», он планировался к эксплуатации и на Кировско-Выборгской линии в 8-вагонной составности.

## Общие сведения
Вагоны моделей 81-556/557/558 «НеВа» предназначены для пассажирских перевозок на линиях метрополитенов с шириной колеи 1520 мм, электрифицированных боковым контактным рельсом напряжением 750 В постоянного тока. По теплоизоляции салона поезда адаптированы для эксплуатации на подземных линиях метрополитена с возможностью кратковременного проезда наземных участков. Расстояние между дверями вагонов в составе и длина пассажирского салона вагонов аналогичны вагонам типов 81-717/714 и 81-540/541, что позволяет поездам эксплуатироваться на станциях закрытого типа петербургского метрополитена.

### Составность
Электропоезда «НеВа» формируются из вагонов трёх типов:
- головной моторный с кабиной управления (Мг, модель 81-556);
- промежуточный моторный (Мп, модель 81-557);
- промежуточный прицепной (Пп, модель 81-558).

Базовое количество вагонов в составе — шесть: два головных, два промежуточных моторных и два промежуточных прицепных (Мг—Мп—Пп—Пп—Мп—Мг).

### Нумерация и маркировка
Нумерация и маркировка вагонов 81-556/557/558 в целом аналогична применяемой для всех вагонов метро российского производства и осуществляется повагонно без присвоения номеров составам.

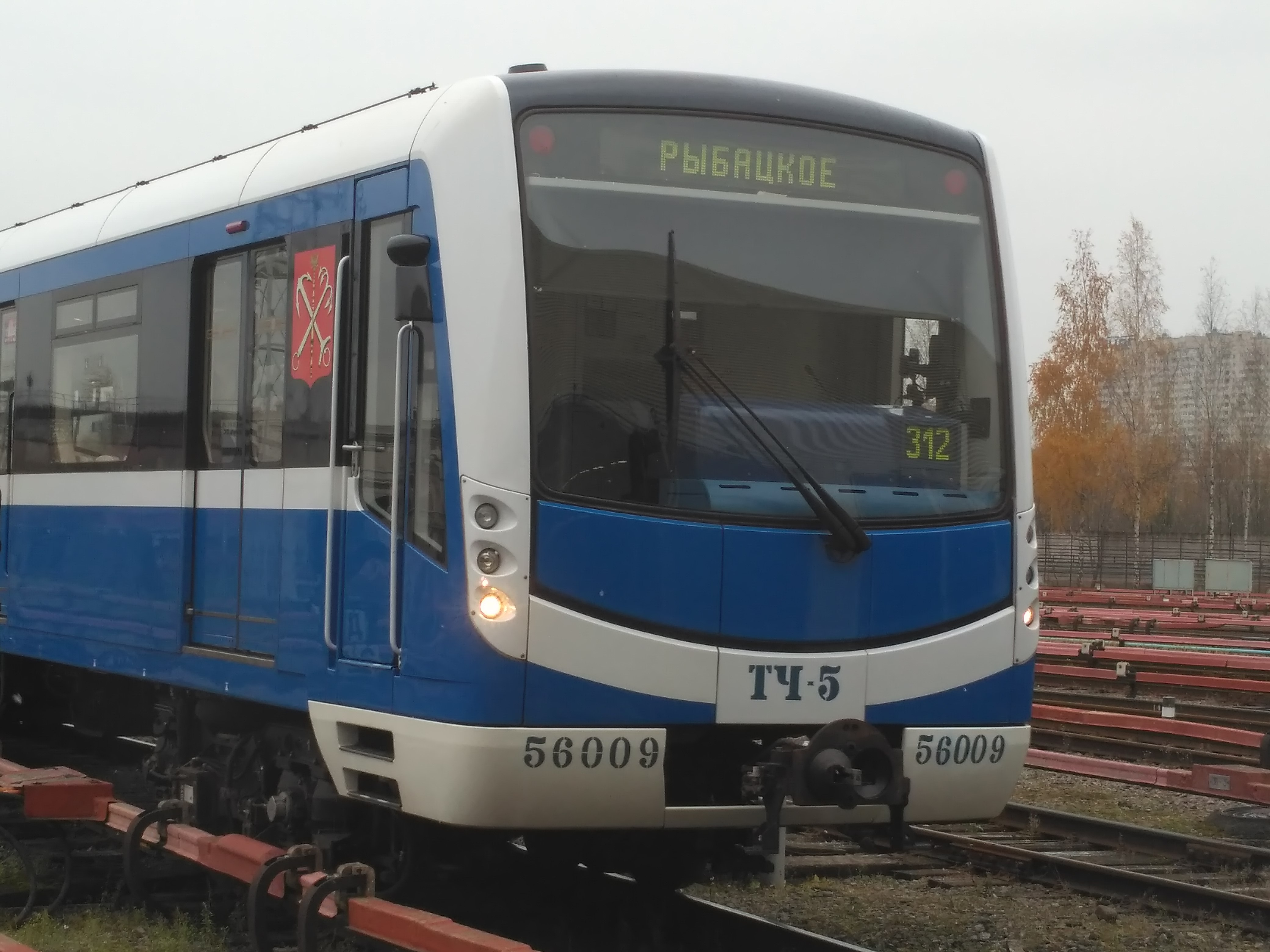
Лобовая часть вагона № 56009 с видимой маркировкой старого образца

Номера всех вагонов наносятся белой краской по обоим бортам справа за второй дверью ниже центральной белой полосы, считая от передней части вагона (у головных вагонов передней считается сторона с кабиной машиниста). У головных вагонов номера также нанесены на бампере лобовой части с обеих сторон по бокам от автосцепки. Над автосцепкой на лобовой части также наносится обозначение депо приписки в формате ТЧ-N (тяговая часть), где вместо N указан номер депо в метрополитене приписки, например ТЧ-5. Обозначение модели на вагонах снаружи не маркируется и косвенно проявляется только по двум первым цифрам номера вагона, идентифицирующего модель, начиная со второго поезда.
Вагоны 81-556/557/558 получают нумерацию пятизначного написания, при этом номерные диапазоны первого состава и серийных составов различаются. У первого состава вагоны получили номера в общем диапазоне со всеми ранее выпускавшимися вагонами метрополитена, отведённого для завода Вагонмаш: 10xxx — для головных и 11xxx — для промежуточных вагонов. Начиная со второго состава для вагонов «НеВа» по решению ГУП «Петербургский метрополитен» были выделены отдельные номерные ряды для каждого типа вагонов, в которых первые две цифры номера совпадают с двумя последними, идентифицирующими цифрами модели вагона: 56xxx — для головных моторных вагонов (начиная с 56003), 57xxx — для промежуточных моторных (начиная с 57003), 58xxx — для промежуточных немоторных (начиная с 58003).
Учитывая, что составы формируются по порядку выпуска вагонов по возрастанию номеров только из шести вагонов, каждый N-й выпущенный состав, начиная со второго, включает в себя два головных вагона с номерами (56000 + 2×N − 1) и (56000 + 2×N), два промежуточных моторных с номерами (57000 + 2×N − 1) и (57000 + 2×N) и два промежуточных прицепных с номерами (58000 + 2×N — 1) и (58000 + 2×N). Нумерация вагонов поездов модификации .1 продолжает общий номерной ряд, начиная с номера 019 для первой трёхвагонной электросекции этого типа — 56019 для головных, 57019 для моторных промежуточных и 58019 для прицепных промежуточных вагонов. Вагоны первого состава так и не были перенумерованы по новой схеме, хотя нумерация вагонов последующих составов, начавшись с номера 3, была сделана с учётом этой возможности.

### Технические характеристики
Основные технические характеристики вагонов 81-556/557/558 «НеВа»:
| Параметр                                                               | Параметр                                       | Состав (6 вагонов)              | Вагон                           | Вагон                           | Вагон                           |
| Параметр                                                               | Параметр                                       | Состав (6 вагонов)              | 81-556 (Мг)                     | 81-557 (Мп)                     | 81-558 (Пп)                     |
| Осевая формула                                                         | Осевая формула                                 | см. данные вагонов              | 20—20                           | 20—20                           | 2—2                             |
| Количество дверей                                                      | Количество дверей                              | 2×24                            | 2×4                             | 2×4                             | 2×4                             |
| Размеры                                                                |                                                |                                 |                                 |                                 |                                 |
| Основные размеры, мм                                                   | Длина по осям автосцепок                       | 116 540                         | 19 850                          | 19 210                          | 19 210                          |
| Основные размеры, мм                                                   | Ширина                                         | 2700                            | 2700                            | 2700                            | 2700                            |
| Основные размеры, мм                                                   | Высота                                         | 3655                            | 3655                            | 3655                            | 3655                            |
| Основные размеры, мм                                                   | Высота пола                                    | 1105                            | 1105                            | 1105                            | 1105                            |
| Основные размеры, мм                                                   | Ширина дверного проёма                         | 1208                            | 1208                            | 1208                            | 1208                            |
| Размеры ходовой части                                                  | Колёсная база тележки, мм                      | 2100                            | 2100                            | 2100                            | 2100                            |
| Размеры ходовой части                                                  | Диаметр колёс, мм                              | 850 — 770                       | 850 — 770                       | 850 — 770                       | 850 — 770                       |
| Размеры ходовой части                                                  | Ширина колеи, мм                               | 1520                            | 1520                            | 1520                            | 1520                            |
| Размеры ходовой части                                                  | Минимальный радиус проходимых кривых, м        | 100 (на перегоне) / 60 (в депо) | 100 (на перегоне) / 60 (в депо) | 100 (на перегоне) / 60 (в депо) | 100 (на перегоне) / 60 (в депо) |
| Весовые показатели                                                     |                                                |                                 |                                 |                                 |                                 |
| Масса, т.                                                              | тары                                           | 162,8                           | 29,9                            | 29,5                            | 22                              |
| Масса, т.                                                              | расчётная с пассажирами при плотности 8 чел/м² | 274,38                          | 47,61                           | 48,54                           | 41,04                           |
| Нагрузка на ось, тс                                                    | порожняя                                       | см. данные вагонов              | 7,5                             | 7,4                             | 5,5                             |
| Нагрузка на ось, тс                                                    | расчётная с пассажирами при плотности 8 чел/м² | см. данные вагонов              | 11,9                            | 12,1                            | 10,3                            |
| Нагрузка на ось, тс                                                    | максимальная                                   | 12,5                            | 12,5                            | 12,5                            | 12,5                            |
| Масса тележки, кг                                                      | Масса тележки, кг                              | см. данные вагонов              | 6500                            | 6500                            | 4500                            |
| Пассажировместимость                                                   |                                                |                                 |                                 |                                 |                                 |
| Общая вместимость, чел.                                                | при плотности 5 чел/м²                         | 1110                            | 174                             | 188                             | 188                             |
| Общая вместимость, чел.                                                | при плотности 8 чел/м²                         | 1594                            | 253                             | 272                             | 272                             |
| Число сидячих мест                                                     | обычных                                        | 216                             | 36                              | 36                              | 36                              |
| Число сидячих мест                                                     | складных                                       | 60                              | 6                               | 12                              | 12                              |
| Тягово-энергетические характеристики                                   |                                                |                                 |                                 |                                 |                                 |
| Напряжение и род тока                                                  | Напряжение и род тока                          | 750 В постоянного тока          | 750 В постоянного тока          | 750 В постоянного тока          | —                               |
| Максимальный ток, А                                                    | Максимальный ток, А                            | 4000 (4×4×250)                  | 1000 (4×250)                    | 1000 (4×250)                    | —                               |
| Мощность двигателей, кВт                                               | Мощность двигателей, кВт                       | 2672 (4×4×167)                  | 668 (4×167)                     | 668 (4×167)                     | —                               |
| Конструкционная скорость, км/ч                                         | Конструкционная скорость, км/ч                 | 90                              | 90                              | 90                              | 90                              |
| Максимальное ускорение, м/с²                                           | при разгоне                                    | 1,3                             | ?                               | ?                               | —                               |
| Максимальное ускорение, м/с²                                           | при торможении                                 | 1,4                             | ?                               | ?                               | ?                               |
| Максимальный темп изменения ускорения, м/с³                            | при разгоне                                    | 0,6                             | ?                               | ?                               | —                               |
| Максимальный темп изменения ускорения, м/с³                            | при торможении                                 | 1,0                             | ?                               | ?                               | ?                               |
| Время разгона на горизонтальном участке при пустой/полной загрузке, с  | до 30 км/ч                                     | 8,5 / 8,6                       | ?                               | ?                               | —                               |
| Время разгона на горизонтальном участке при пустой/полной загрузке, с  | до 60 км/ч                                     | 16,4 / 22,1                     | ?                               | ?                               | —                               |
| Время разгона на горизонтальном участке при пустой/полной загрузке, с  | до 80 км/ч                                     | 25,5 / 39,2                     | ?                               | ?                               | —                               |
| Тормозной путь на горизонтальном участке при пустой/полной загрузке, м | с 20 км/ч                                      | 18                              | ?                               | ?                               | ?                               |
| Тормозной путь на горизонтальном участке при пустой/полной загрузке, м | с 40 км/ч                                      | 54 / 55                         | ?                               | ?                               | ?                               |
| Тормозной путь на горизонтальном участке при пустой/полной загрузке, м | с 60 км/ч                                      | 113 / 115                       | ?                               | ?                               | ?                               |
| Тормозной путь на горизонтальном участке при пустой/полной загрузке, м | с 80 км/ч                                      | 195 / 200                       | ?                               | ?                               | ?                               |
| Тормозной путь на горизонтальном участке при пустой/полной загрузке, м | с 90 км/ч                                      | 240 / 250                       | ?                               | ?                               | ?                               |
| Максимальный коэффициент                                               | тяги                                           | 0,196 / 0,197                   | ?                               | ?                               | —                               |
| Максимальный коэффициент                                               | торможения                                     | 0,233 / 0,235                   | ?                               | ?                               | ?                               |

## Конструкция

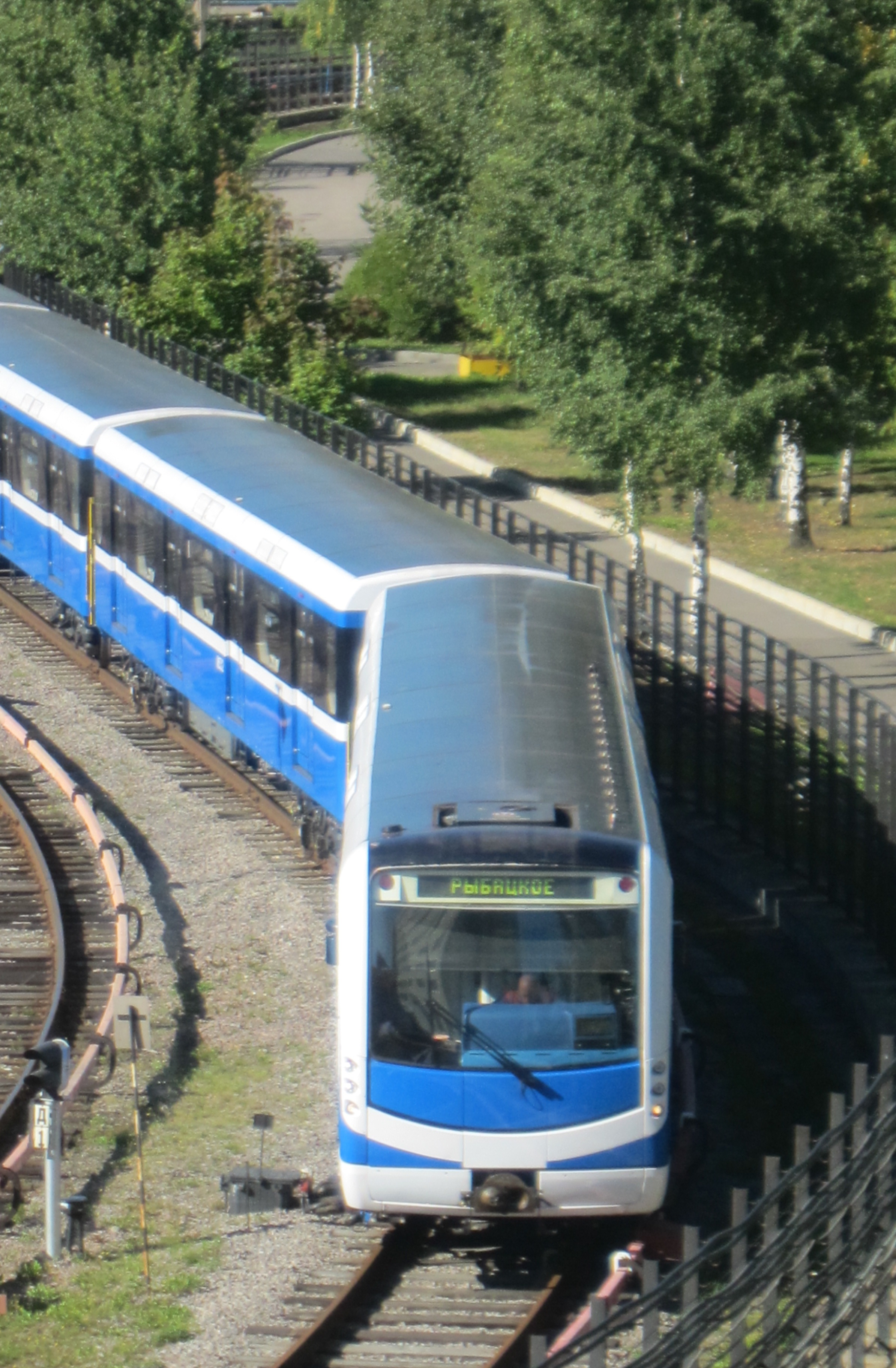
Из-за применения принудительной вентиляции «НеВа» не имеет классических черпаков на крыше

### Механическое оборудование

#### Кузов
Кузов вагонов представляет собой металлическую ферму с гладкой алюминиевой обшивкой. Каркас сварен из высокопрочной стали 09Г2С (ГОСТ 19281-89) и обычной конструкционной Ст3 (ГОСТ 1050-88). Благодаря отсутствию замкнутых полостей избегается образование в них влаги, которая могла бы привести к коррозии. Обшивка состоит из алюминиевых сэндвич-панелей типа Metawell. К каркасу панели прикреплены с помощью специального клея (фирмы Sika) и дополнительно отделены от стали с помощью резиновых прокладок, что позволяет избежать создания гальванической пары. Но для повышения электробезопасности обшивка с каркасом соединены с помощью медного шунта и заземлены. Обшивка пассажирского салона выполнена из стеклопластика с применением алюминия. Пол вагона выполнен из фанеры толщиной 15 миллиметров, которая крепится к каркасу на клеевом соединении и через резиновые прокладки, а сверху постелено специальное противоскользящее покрытие Altro Transflor. Крепление оконных проёмов — клеевое.

#### Тележки

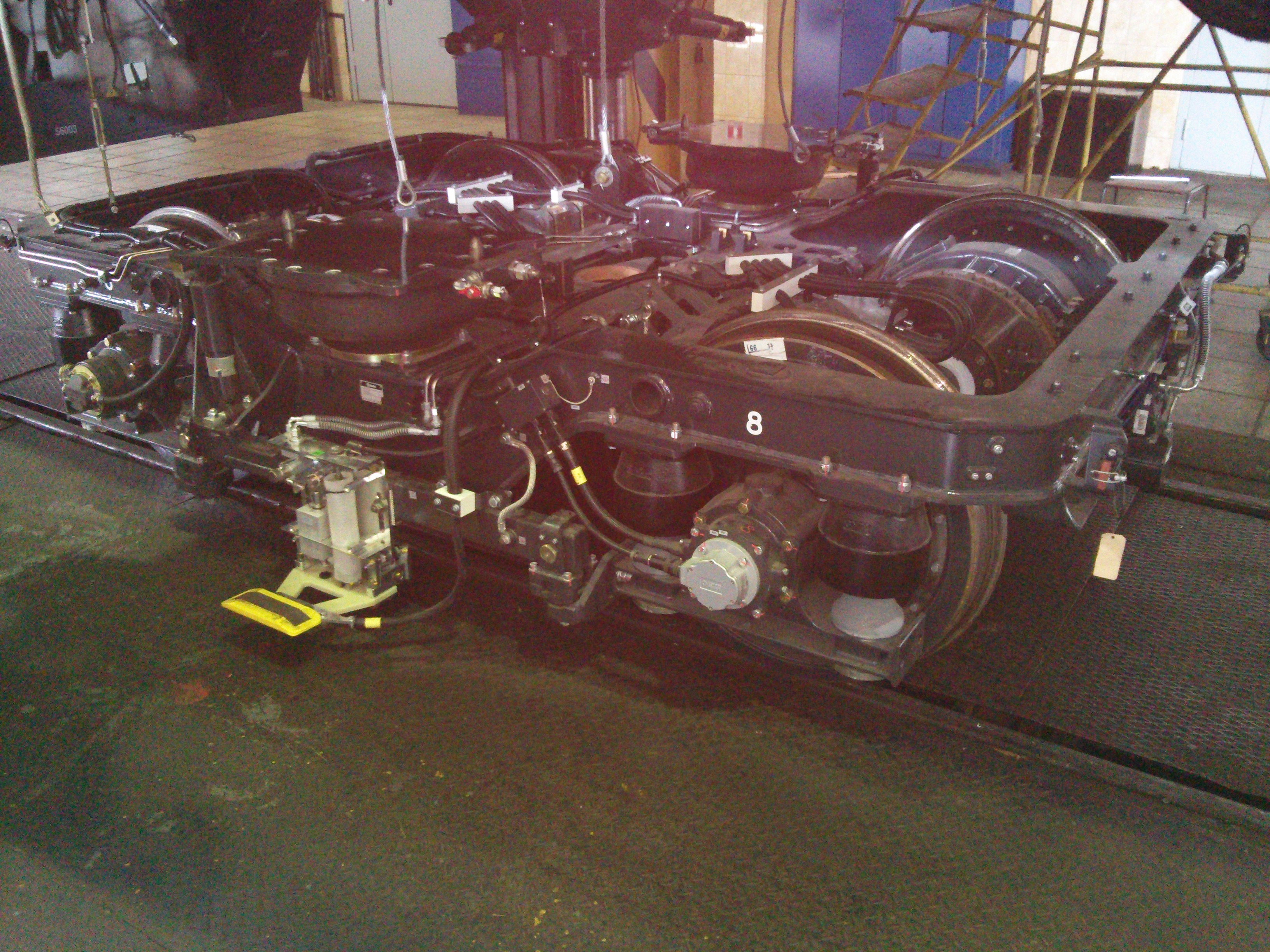
Моторная тележка

Каждый вагон опирается на две двухосные тележки. Тележки вагонов 81-556 и 81-557 — моторные, 81-558 — безмоторные. Безмоторные тележки аналогичны по конструкции моторным, за исключением отсутствия оборудования для тягового привода.
Тележки имеют раму замкнутой сварной конструкции и двухступенчатое рессорное подвешивание. В центральном кузовном рессорном подвешивании применены пневморессоры, что позволяет сохранять неизменной высоту вагона над уровнем рельсов, а также снижает шумы и динамическое воздействие от ударов, при прохождении неровностей пути. В буксовом рессорном подвешивании применены конические резино-металлические упругие элементы, что также снижает динамическое воздействие от ударов, при прохождении неровностей пути.
Уже при обкатке опытного состава (10404—10405) были отмечены недостаточные демпфирующие свойства пневморессор, из-за чего возникала значительная боковая качка. Тогда в составе 56007—56008 на вагонах 56008 (головной) и 58008 (промежуточный) в буксовом подвешивании вместо пневморессор применили спиральные пружины. Испытания показали удовлетворительные результаты, поэтому тележки с таким подвешиванием начали применяться начиная с состава 56019—56020.
Привод движущих осей на моторных тележках индивидуальный, каждая колёсная пара приводится тяговым электродвигателем (см. ниже), вращающий момент от которого передаётся через пластинчатую муфту (типа SRS 77-1) тяговому редуктору и далее на ось колёсной пары. Тяговый редуктор модели AHD1-365-5,762-V1 представляет собой косозубую одноступенчатую цилиндрическую передачу с передаточным числом 5,81 (122:21) при модуле 5. Подвешивание тяговых редукторов опорно-осевое, то есть одним концом редуктор опирается на движущую ось, а другим — на раму тележки.

### Электрооборудование

#### Тяговый контейнер

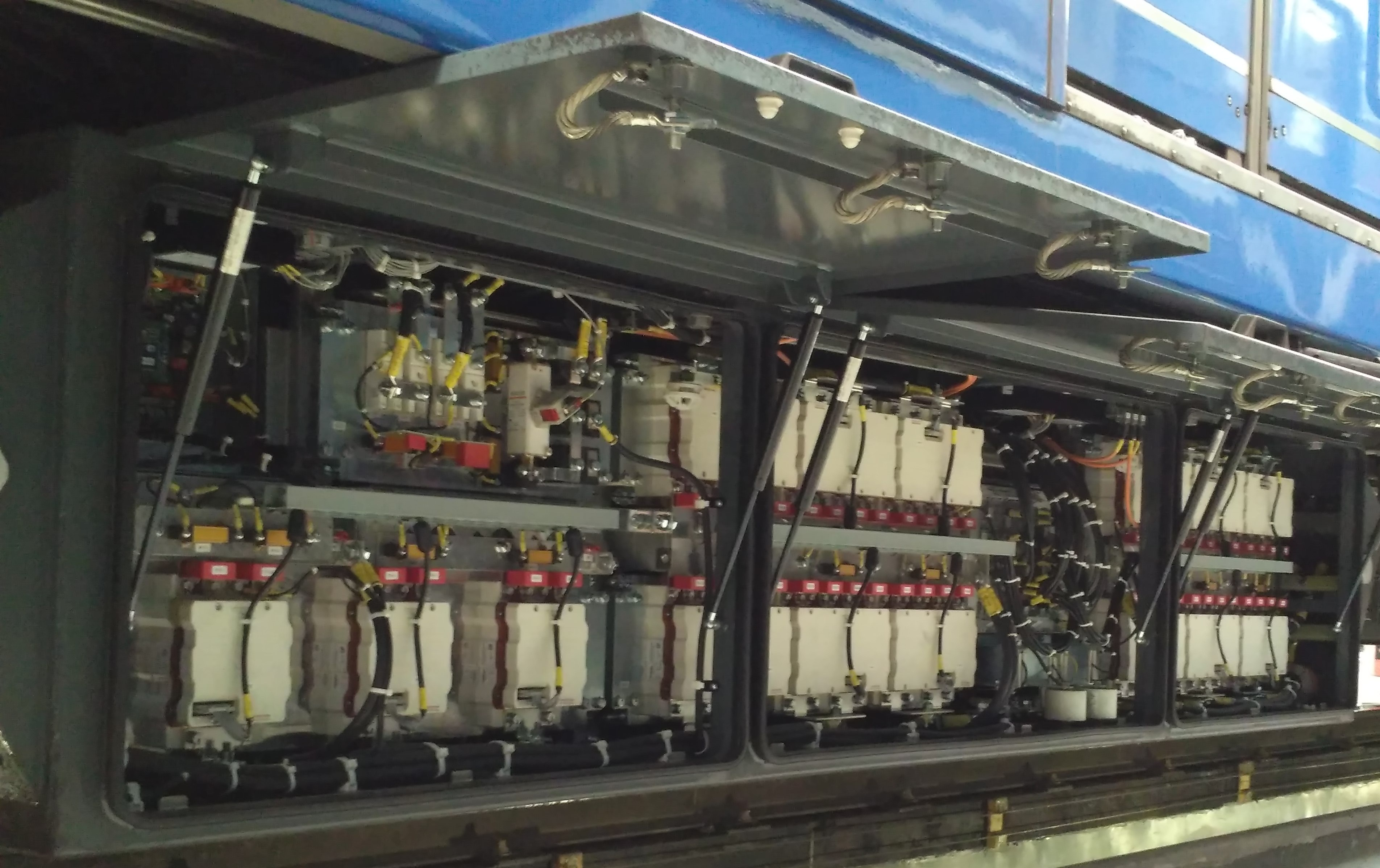
Открытый тяговый контейнер (правая сторона)

Значительную часть подвагонного пространства моторных вагонов занимает тяговый контейнер 8MKM (на головных — 8MKM-1, на промежуточных — 8MKM-2), в котором сгруппированы все преобразователи силовых и вспомогательных цепей. В правой части (по отношению к вагону) контейнера находится отсек с силовым преобразователем, питающим тяговые электродвигатели. Конструктивно этот преобразователь разделён на три: первичный, тяговый инвертор первой тележки и тяговый инвертор второй тележки.
В левой части тягового контейнера расположены преобразователи (инверторы) для питания вспомогательных цепей (вентиляция кабины, кондиционеры салона, питание бортовой сети), а также силовые контакторы двигателей и главный выключатель (разрывает электрическую цепь между токоприёмниками и схемой вагона, то есть, отключая питание высоким напряжением). Контейнер 8MKM-2 промежуточных вагонов (81-557) отличается от контейнера 8MKM-1 головных вагонов (81-556) отсутствием преобразователя для питания вентиляции кабины машиниста.
Весь значительный центральный объём контейнера занимает система охлаждения. Охлаждение преобразователей — жидкостное, рабочая жидкость — антифриз. Сама рабочая жидкость охлаждается воздухом в специальном радиаторе, расположенном в нижней части контейнера. Воздух также забирается в нижней части, после чего по специальному каналу выбрасывается в торцевой части. В этом воздушном канале расположены и тормозные резисторы, работающие в случае замещения рекуперативного торможения реостатным. Вес тягового контейнера 8MKM-1 — 2138 кг, 8MKM-2 — 2100 кг.

#### Тяговые электродвигатели
На моторных вагонах 81-556 и 81-557 установлены тяговые электродвигатели MLU3839K/4 — по двигателю на каждую движущую ось (16 на шестивагонный состав). Данный электродвигатель представляет собой асинхронный трёхфазный двигатель закрытого типа и с самовентиляцией. Ниже приведены его параметры.

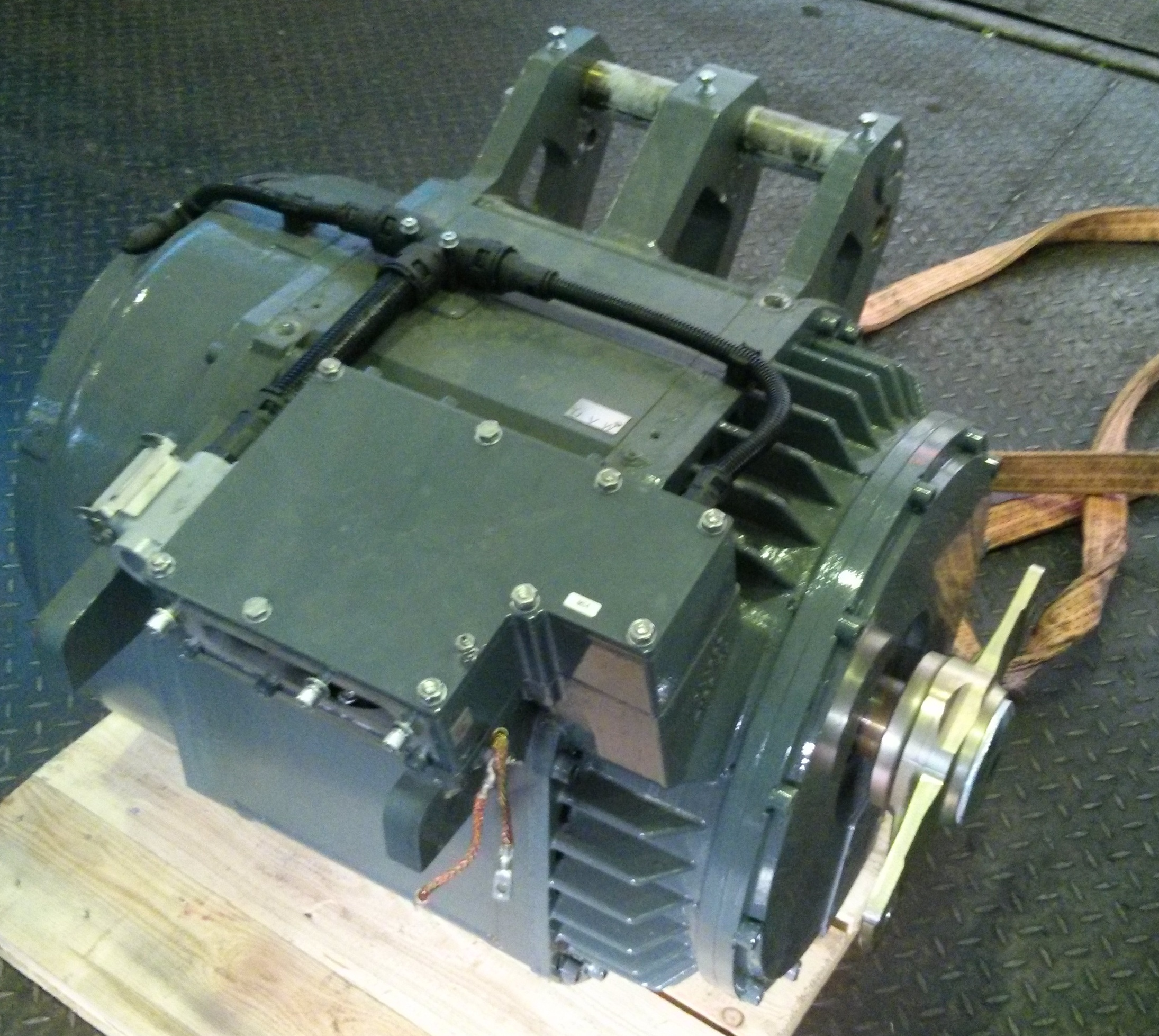
Электродвигатель MLU3839K/4

- Мощность — 167 кВт;
- Междуфазное напряжение:
  - в тяговом режиме — 3×520 В;
  - в тормозном режиме — 3×660 В;
- Ток — 233 A;
- Частота тока — 70 Гц;
- Частота вращения:
  - номинальная — 2072 об/мин;
  - максимальная — 3603 об/мин;
- Класс защиты — IP 54;
- Масса — 577 кг.

### Интерьер

#### Пассажирский салон
Пассажирский салон вагонов «НеВа» имеет планировку, аналогичную планировке вагонов 81-717/714 и 81-540/541. Салон оборудован автоматическими двустворчатыми раздвижными дверями «карманного» типа, по четыре с каждой стороны, которые по первоначальному проекту предполагалось сделать прислонно-сдвижными (выдвигающимися за кузов вагона перед открытием), от чего отказались, поскольку считалось, что двери такого типа не пройдут по габаритам на станциях закрытого типа. По бокам от дверей вдоль центрального прохода установлены пассажирские диваны с раздельными сиденьями, ориентированные лицом к проходу. У головных вагонов в передней части салон отделён от кабины стеной с дверью.
Основные диваны расположены между дверными проёмами с каждой стороны вагона и состоят из шести раздельных сидячих мест каждый, а в торцевых частях вагонов между крайними дверями и торцевыми стенами — малые диваны, состоящие из трёх сидячих мест аналогичной конструкции. В общей сложности головные вагоны имеют по 42 сидячих места (включая 6 откидных), а промежуточные — по 48 (включая 12 откидных). Общая же пассажировместимость вагона в нормальных условиях (при населённости, равной 5 человек/м²) составляет 188 мест, в часы пик (населённость — 8 человек/м²) может доходить до
272 мест. В салоне головного вагона (81-556) сидячих мест — 42, а пассажирвместимость составляет 174 и 253 места для населённости 5 и 8 человек/м², соответственно.

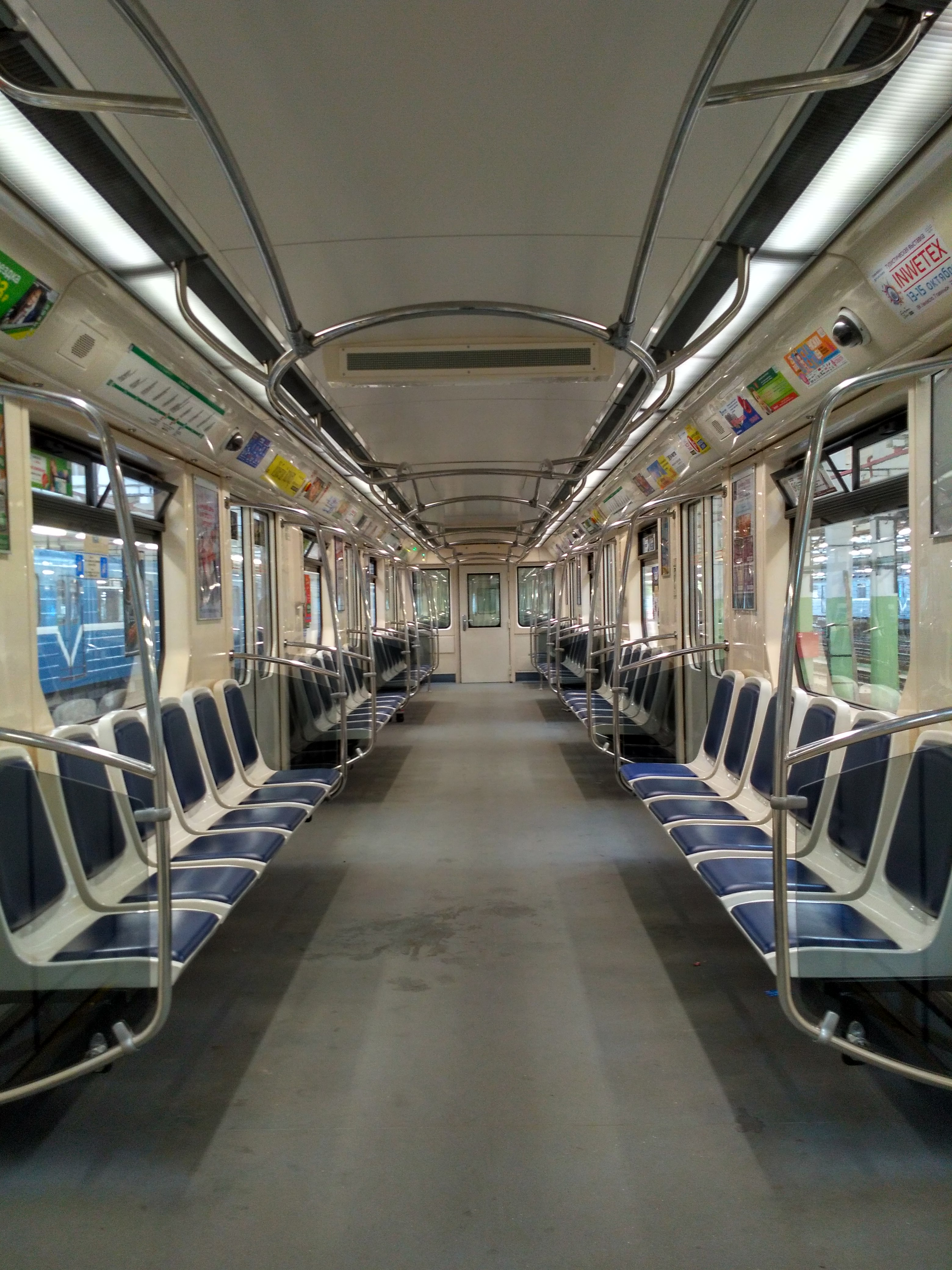
Салон состава первого выпуска базовой модели (2—9)
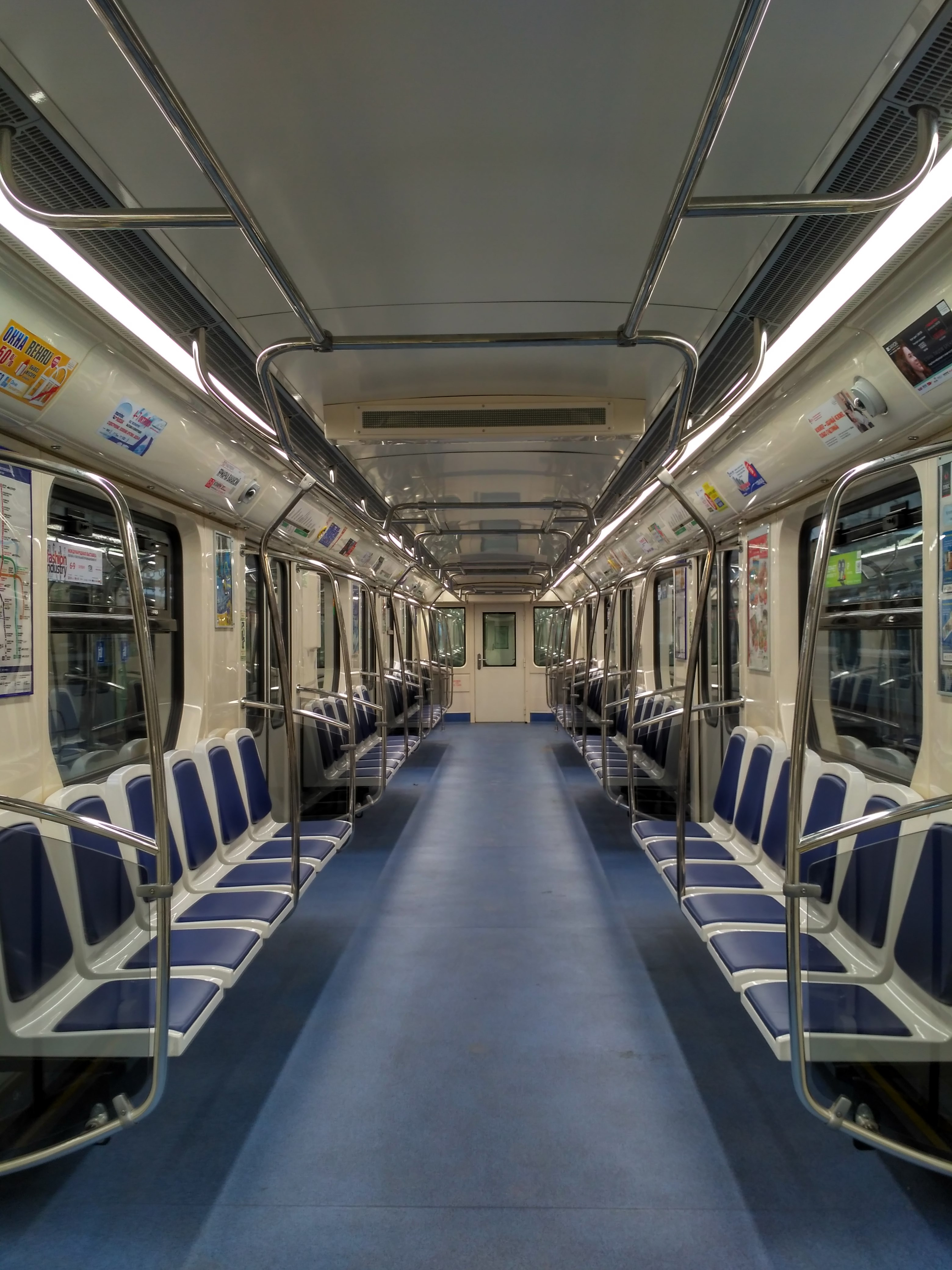
Салон состава второго выпуска модификации .1 (10—17)

Стальные поручни стали охватывать всё пространство салона, в том числе и над зонами проходов. Их высота близ диванов на первом составе составляет 1930 мм, на серийных — снижена до стандартных 1830 мм. Сиденья — жёсткие с полужёсткими вставками. Расположенные у концов салона сиденья складываются (по типу театральных), что позволяет увеличить пассажировместимость за счёт увеличения числа стоящих. Также сиденья крепятся к стенкам, а не на полу, что освобождает пространство под ними и позволяет более широко применять механизацию при чистке полов. Вентиляция салона — принудительная с рециркуляцией и подогревом подаваемого воздуха (аналогично вагонам моделей 81-715/716 и ранним 81-717/714), что позволило отказаться от установки черпаков на крыше. Вентиляционные блоки фирмы Thermo King расположены под потолком, забор воздуха при этом осуществляется через вентиляционные решётки Mf4 в крыше, а выброс — через вентиляционные отверстия под потолком салона, которые конструктивно объединены с плафонами освещения. Освещение салона — светодиодное.
В салоне установлены датчики пожарной системы. Вагоны оборудованы системой видеонаблюдения с передачей изображения на экран, расположенный в кабине машиниста. Под потолком установлены информационные табло. Также на первом составе над дверьми изначально было установлено электронное информационное табло о местонахождении состава. На серийных составах это табло отсутствует.C 6-го состава табло вернулось на своё законное место как на 1-м составе.
Система вентиляции — принудительная с климат-контролем, что позволило отказаться от установки черпаков на крыше и снизить аэродинамический шум.

## Оценка проекта
Среди преимуществ данного поезда по сравнению с предшественниками стоит отметить следующие:
- низкая стоимость обслуживания — высокие межремонтные пробеги снижают число ежемесячных ремонто-часов по парку подвижного состава в целом, что в свою очередь позволяет сократить ремонтный персонал;
- низкий собственный вес — в теории, это позволит уменьшить затраты электроэнергии на разгон поезда, к тому же снижение осевой нагрузки позволит уменьшить износ рельсового пути;
- новый дизайн;
- пневматическое подвешивание сохраняет постоянную высоту вагона над уровнем головки рельсов вне зависимости от загрузки;
- асинхронный тяговый привод позволяет применять рекуперативное торможение (с возвратом электроэнергии в сеть) в широком диапазоне скоростей, что позволит снизить затраты электроэнергии на тягу поездов;
- снижение шума в салоне за счёт применения нескольких решений:
  - колёсные пары с элементами пластичности (аналогичны по конструкции трамвайным)
  - пневматическое рессорное подвешивание также снижает высокочастотные вибрации от колёсных пар к кузову
  - жёсткая сцепка между вагонами одной секции, что также повышает комфортность
  - применение принудительной вентиляции вместо естественной, что позволяет снизить аэродинамический шум
- широкое применение видеокамер, в том числе в салоне, а также для наблюдения за посадкой-высадкой пассажиров.

Замеченные недостатки:
- Неспокойный ход в кривых — обусловлен недостаточной эффективностью гасителей колебаний.

Нередко вагоны 81-556/557/558 в СМИ указываются как первый в истории Петербургского метрополитена подвижной состав с асинхронным тяговым приводом, хотя в начале 1980-х годов асинхронным приводом уже был оборудован вагон № 3222 модели 81-703 (тип Е), являвшийся первым вагоном метрополитена с асинхронным двигателем не только в Ленинградском метрополитене, но и в СССР. Также на советских вагонах метрополитена в 1971 году было применено пневматическое рессорное подвешивание, когда в Московском метрополитене им были оборудованы вагоны «Е» (81-703) № 3200—3346. Впоследствии, в период с 1973 по 1985 годы, Мытищинский машиностроительный завод выпустил опытную серию вагонов «И» (81-715/716) с пневматическим центральным рессорным подвешиванием (в буксовом подвешивании применялись цилиндрические пружины). Также вагоны 81-715 и 81-716 имели кузова, выполненные из алюминиевых сплавов.
Предполагалась эксплуатация электропоезда на Кировско-Выборгской линии в 8-вагонной составности, несмотря на то, что он был выпущен персонально для Невско-Василеостровской линии, о чём свидетельствует его название — первые две буквы названия линии.

## Технические особенности
Кабина машиниста, ввиду отсутствия тормозной магистрали, лишена крана машиниста; у вагонов отсутствуют концевые краны напорной и тормозной магистралей, присутствующих или присутствовавших у многих поездов производства заводов в том числе ЗАО «Вагонмаш», ОЭВРЗ, ММЗ и АО «Метровагонмаш».

## Изменение двигателей
Помимо поезда «Балтиец», для которого, в связи с санкциями, пришлось изготавливать российский асинхронный тяговый привод (до их введения и массового ухода иностранных компаний из России планировалось использование привода японской компании «Hitachi»), заниматься импортозамещением приходится и с поездом «НеВа» совместного производства завода «Вагонмаш» (существуют следующие варианты заводских обозначений модели: 81-556/557/558 и 81-556.1/557.1/558.1 от обанкротившегося ЗАО «Вагонмаш» и 81-556.2/557.2/558.2 от ООО «Вагонмаш» зелёного цвета) и чешского Škoda Transportation. Модель на 31 % состоит из российских комплектующих. В процессе ремонта в рамках импортозамещения эту долю увеличили ещё на 10 %, ввиду чего половина иностранных комплектующих всё ещё присутствует в модели. Тем не менее, благодаря замене части импортных узлов на отечественные, проблему ремонта удалось решить; производился на Кировском заводе — месте, где ООО «Вагонмаш» арендовал площадку — место производства поездов «НеВа».

### Комментарии
1. ↑  Сидит с ноутбуком — Петр Ланг — ответственный за систему управления верхнего уровня
2. ↑  известны как Метакон, Гидрофедер Архивная копия от 7 декабря 2013 на Wayback Machine(на фото прикрыты металлическим кожухом)
3. ↑  Причина — оно находилось на месте, предназначенном для рекламы